# Jocelyne Béroard
Pour les articles homonymes, voir Béroard.
Jocelyne Béroard, de son nom complet Jocelyne Raphaëlle Béroard, née le 12 septembre 1954 à Fort-de-France, en Martinique, est une chanteuse de zouk créole, membre du groupe Kassav' depuis 1983. Elle est la première femme disque d'or aux Antilles. Jocelyne Béroard est aussi officier de l'ordre des Arts et des Lettres en 2020 et Officier de la Légion d'honneur en 2014.

## Biographie
Née en Martinique, elle grandit dans le quartier Petit Paradis de Schœlcher, auprès de ses deux frères aînés et de ses trois sœurs cadettes. Fille d'un chirurgien dentiste et d'une enseignante d'anglais, elle est élevée plutôt strictement. Elle est scolarisée au couvent de Cluny et à l'école communale de Plateau Fofo à Schoelcher en primaire (rebaptisée « Jocelyne Béroard » en juin 2019), puis au lycée Annexe de Fort-de-France, où elle décroche en 1972 un baccalauréat scientifique.
Venue en métropole à l'âge de 18 ans, elle fait des études de pharmacie à Caen pendant deux ans avant d'intégrer l'école des Beaux-Arts à Paris. C'est à cette époque qu'elle débute comme choriste dans des groupes antillais.
De plus en plus sollicitée pour ses talents de chanteuse, elle abandonne ses études. Début 1980, elle passe quelques semaines en Jamaïque afin de travailler en tant que choriste pour le producteur Lee Perry au studio Black Ark (Kingston), alors en cours de restauration. De ces séances, un seul morceau sera enregistré : Bed Jammin sorti sur les albums The Return of Pipecock Jackson (label hollandais Black Star Liner) et History Mystery Prophesy. Durant son séjour, elle enregistre également le morceau Many Rains Ago avec le groupe Third World.
En 1980, on peut l'entendre en chœur sur la chanson Soley, dans le deuxième album de Kassav'.En 1982, elle est choisie par Marius Cultier pour interpréter le célèbre titre Le Concerto pour la fleur et l'oiseau qui obtient le premier prix de la chanson d'Outre-Mer à Paris, salle Gaveau.
En 1983, elle rentre définitivement dans le groupe Kassav'. En 1986, elle reçoit un double disque d'or pour son album Siwo et pour le tube Kolé séré (single) chanté en duo avec Jean-Claude Naimro. Elle devient la première chanteuse caribéenne de l'histoire à obtenir un disque d'or en France.
En 1987, Philippe Lavil l'invite pour une reprise en duo du tube Kolé séré de Kassav'. Écrite par Jocelyne Béroard sur une musique de Jean-Claude Naimro, Kolé séré est enregistrée pour la première fois en 1986 par le groupe de zouk Kassav', le groupe dont Béroard et Naimro font partie. Philippe Lavil, appréciant la chanson, propose à Jocelyne Béroard de la réenregistrer en duo, ce qu'elle accepte à condition de ne chanter qu'en créole. Kolé séré est alors chantée dans les deux langues parlées en Martinique (créole martiniquais pour Béroard, français pour Lavil), tandis que le refrain est chanté par les deux chanteurs en créole. La structure de la chanson originale est retravaillée pour alterner couplets et refrains.
En 1991, paraît un deuxième album intitulé Milan et qui connait beaucoup de succès comme Jilo Mayé ou Milan[réf. souhaitée].
En 1997, elle enregistre la chanson Lonbraj An Pyé Mango avec Chris Combette. Cette chanson est consacrée tube des vacances dans la Caraïbe[réf. souhaitée].
En mars 2001, elle est l'une des nombreuses interprètes du titre Que serai-je demain ? en tant que membre du collectif féminin Les Voix de l'espoir créé par Princess Erika.
En 2003, elle enregistre l'album Madousinay avec ses amis de Kassav' où elle rend hommage à Edith Lefel décédée la même année. En 2004, elle rend hommage à un autre chanteur décédé cinq ans plus tôt, Gilles Floro, avec l'album hommage à gilles floro (ASIN B0006J0HBM). 
Depuis 2005, elle commence à se produire en solo à l'Atrium en Martinique. Mais sa priorité reste quand même Kassav'. Parallèlement à la chanson, on la voit dans le film Nèg Maron auprès d'Admiral T.
Le 22 mai 2011, elle fait un triomphe à l'Olympia en solo quelques jours après la parution de son double album Yen Ki Lanmou[réf. souhaitée].En 2014, elle chante On n'oublie pas (écrit par Serge Bilé) avec plusieurs artistes et personnalités dont  Alpha Blondy, Tanya Saint-Val, Harry Roselmack, Admiral T, Jean-Marie Ragald et Chris Combette. Cette chanson est un hommage aux 152 victimes martiniquaises du crash du 16 août 2005, afin de ne pas oublier cet évènement et d'aider l'AVCA (Association des Victimes de la Catastrophe Aérienne) à récolter des fonds 
En 2016, elle participe au film Le Gang des Antillais.
En 2017 sort un film documentaire sur la chanteuse nommé Jocelyne, mi tche mwen de la réalisatrice Maharaki.
En juin 2018, elle se produit à la Cigale à Paris.

## Clips et collaborations
- 1986 : Siwo
- 1986 : Mi tchè mwen
- 1986 : Kay manman
- 1987 : Kolé séré (avec Philippe Lavil)
- 1991 : Milans
- 1991 : Ti tak isi
- 1997 : Lonbraj an pyé mango (avec Chris Combette)
- 1998 : Coupé bibamba (avec Awilo Longomba)
- 2003 : Wè yo
- 2004 : Difé karribean (avec Dj Jackson)
- 2007 : Ba mwen en tibo (avec Victor Treffre & Kali)
- 2010 : Avan i two ta (avec Jocelyne Labylle)
- 2010 : Ecolo (avec Jacky Alpha & Paille)
- 2011 : An limiè (avec Sista Tchad)
- 2012 : Ych mwen kouté (avec Sam Alpha)
- 2012 : Pou i pé sa tjenbé (avec Gilles Voyer)
- 2014 : Mizik an nou (avec G'Ny)
- 2015 : Lapli pé tonbé
- 2016 : On tient bon (avec  Nayah, Luchko & Papa Tank)

## Filmographie

### Cinéma

#### Longs métrages
- 1992 : Siméon de Euzhan Palcy : Roselyne
- 2005 : Nèg Maron de Jean-Claude Barny : La mère de Josua
- 2016 : Le Gang des Antillais de Jean-Claude Barny : La marraine

#### Courts métrages
- 2017 : Passagers de  Nènèb et Christophe Agelan : Nadine

### Télévision
- 2015 : Rose et le soldat de Jean-Claude Barny : Clémence
- 2017 : Le Rêve français de Christian Faure : Betty
- 2020 : Vanille de Guillaume Lorin : tatie Loulouze[13]

## Distinctions

### Décorations
- Officière de l'ordre des Arts et des Lettres (2020)[14]
- Officière de la Légion d'honneur (1er janvier 2014)[15] ; chevalière depuis le 28 octobre 1999[16].
- Officière de l'Ordre du Mérite Sénégalais (1996).

### Prix[17],[18]
- 1982 : Prix de la chanson d'Outre-Mer pour le titre Le Concerto pour la fleur et l'oiseau récompensant le compositeur Marius Cultier, interprété par Jocelyne Béroard
- 1991 : Prix de l’interprète féminine SACEM Martinique
- 1995 : Prix du meilleur auteur SACEM Martinique pour le titre Ké sa lévé
- 1997 : Prix de l’interprète féminine SACEM Martinique pour le titre Ahidjéré, générique du film L’Exil de Behanzin
- 1995 : Prix du meilleur auteur SACEM Martinique pour le titre Eti’w, co-écrit avec Dédé Saint Prix
- 2008 : Prix de l’interprète féminine et Prix de la meilleure ballade (avec Giles Voyer)  SACEM Martinique, pour le titre Pou I pe sa Tjenbe[19]

### Autobiographie
- Jocelyne Beroard et Bertrand Dicale, Loin de l'amer. Comment Kassav' créa le zouk, Cherche Midi, 2022 (ISBN 978-2-7491-3553-3 et 2-7491-3553-2, OCLC 1317692046, lire en ligne)[20]

### Vidéographie
- « Jocelyne Beroard à propos du film "Siméon", de son parcours » [vidéo], sur ina.fr, France 2 (émission Double jeu, présenté par Thierry Ardisson), 26 décembre 1992